# 10,000 Gecs
10,000 Gecs ist das zweite Studioalbum des US-amerikanischen Musikduos 100 Gecs. Es erschien am 17. März 2023 über Dog Show und Atlantic Records.

## Entstehung
Im Herbst 2021 tourten 100 Gecs durch Nordamerika und spielten dort einige unveröffentlichte Titel wie MeMeMe, Hollywood Baby, 757, Billy Knows Jamie und One Million Dollars, die auf dem Album 10,000 Gecs verwenden wurden. Das Lied Dumbest Girl Alive enthält ein Sample der THX „Deep Note“, während das Lied The Most Wanted Person in the United States ein Sample des Liedes Insane in the Brain von Cypress Hill und einen Dialog aus dem Film Scary Movie enthält. Das Album wurde von den beiden Bandmitgliedern Dylan Brady und Laura Les produziert. Gemischt wurde 10,000 Gecs von Jeff Ellis und Mark Stent, während Chris Gehringer das Mastering übernahm. Als Gastmusiker sind der Schlagzeuger Josh Freese, der DJ Cashmere Cat sowie Alex Csillag, Aaron Leibowitz und Gabriel Steiner an Posaune, Saxophon und Trompete zu hören. 
Der rechtskonservative Nachrichtensender Fox News verwendete Lieder wie The Most Wanted Person in the United States, Doritos & Fritos und Dumbest Girl Alive in ihren Programm, während der Nachrichtensprecher Greg Gutfeld den Zuschauern 100 Gecs als „die möglicherweise beste neue Band“ vorstellte und das Album 10,000 Gecs empfahl. Kurios daran ist, das Fox News sich regelmäßig gegen die LGBT-Bewegung ausspricht, während sich Laura Les bereits im Juli 2018 als Transgender geoutet hat.

## Titelliste
1. Dumbest Girl Alive – 2:17
2. 757 – 2:06
3. Hollywood Baby – 3:07
4. Frog on the Floor – 2:41
5. Doritos & Fritos – 3:16
6. Billy Knows Jamie – 2:43
7. One Million Dollars – 2:00
8. The Most Wanted Person in the United States – 2:35
9. I Got My Tooth Removed – 3:17
10. MeMeMe – 2:46

## Rezeption

### Rezensionen
Ellie Robinson vom britischen Magazin New Musical Express bezeichnete das Album als „beeindruckenden Akt artistischer Rebellion“, bei dem 100 Gecs „ihre bahnbrechende Formel komplett umkippen“. Das Album „macht extrem Spaß und ist beeindruckend ambitioniert“, wofür Robinson fünf von fünf Punkten vergab. Sam Law vom britischen Magazin Kerrang beschrieb das Album als „verlockend“ sowie als „nächsten Baustein eines potentiell genredefinierenden Oeuvre“. Law vergab vier von fünf Punkten. Nick Ruskell vom britischen The Daily Telegraph schrieb, das 10,000 Gecs eine „wunderbare Ausübung darin, die Kreativität Amok laufen zu lassen, ohne das es irgendwelche Regeln gibt“. Ruskell vergab drei von fünf Punkten.

### Charts und Chartplatzierungen
| ChartsChartplatzierungen            | Höchstplatzierung | Wochen |
| ----------------------------------- | ----------------- | ------ |
| Vereinigte Staaten (Billboard)      | 59 (1 Wo.)        | 1      |
| Vereinigte Staaten (Billboard Rock) | 8 (1 Wo.)         | 1      |

## Bestenlisten
| Publikation         | Liste                            | Werk        | Platz   |
| ------------------- | -------------------------------- | ----------- | ------- |
| Allmusic            | Allmusic’s Best Albums of 2023 a | 10,000 Gecs | J [ 7 ] |
| Kerrang             | The 50 best albums of 2023       | 10,000 Gecs | 26      |
| New Musical Express | The best albums of 2023          | 10,000 Gecs | 14      |
| Rolling Stone       | The 100 Best Albums of 2023      | 10,000 Gecs | 74      |
| Stereogum           | The 100 Best Albums of 2023      | 10,000 Gecs | 10      |